# Erupa gigantea
Erupa gigantea is een vlinder uit de familie van de grasmotten (Crambidae). De wetenschappelijke naam van de soort is voor het eerst gepubliceerd in 1900 door Herbert Druce.
De soort komt voor in Colombia.